# Laminacauda parvipalpis
Laminacauda parvipalpis là một loài nhện trong họ Linyphiidae.
Loài này thuộc chi Laminacauda. Laminacauda parvipalpis được Alfred Frank Millidge miêu tả năm 1985.